# Raymond Dart
Raymond Arthur Dart (4. února 1893, Brisbane – 22. listopadu 1988, Johannesburg) byl australsko-jihoafrický anatom, antropolog a paleontolog.
Proslul jako objevitel tzv. Taungského dítěte, tedy první známé lebky hominidů rodu Australopithecus. Objev znamenal průlomový důkaz o původu lidstva z Afriky (jak předpokládal již Darwin). Nález pocházel z vápencového lomu poblíž města Taung nedaleko pouště Kalahari a Dart se k němu dostal náhodou, když pracoval jako anatom lékařské fakulty na univerzitě Witwatersrand v Johannesburgu. Zprávu o objevu Dart publikoval 7. února 1925 v časopise Nature, kde nový druh hominida nazval Australopithecus africanus. Článek vyvolal odpor, zejména v Británii, mimo jiné kvůli směru bádání, který určil tzv. Piltdownský nález. Ovšem ve 40. letech začaly objevy Roberta Brooma v Kolébce lidstva dávat Dartovi za pravdu. Roku 1953 bylo prokázáno, že Piltdownský nález je podvrh a Dartův objev byl definitivně doceněn.
Dart studoval na University of Queensland a University of Sydney. V letech 1923–1958 učil na univerzitě Witwatersrand. Později zde byl na jeho počest založen Ústav pro studium lidstva.